# Monaster Wprowadzenia Matki Bożej do Świątyni w Solwyczegodsku
Monaster Wprowadzenia Matki Bożej do Świątyni – nieczynny męski klasztor prawosławny w Solwyczegodsku.

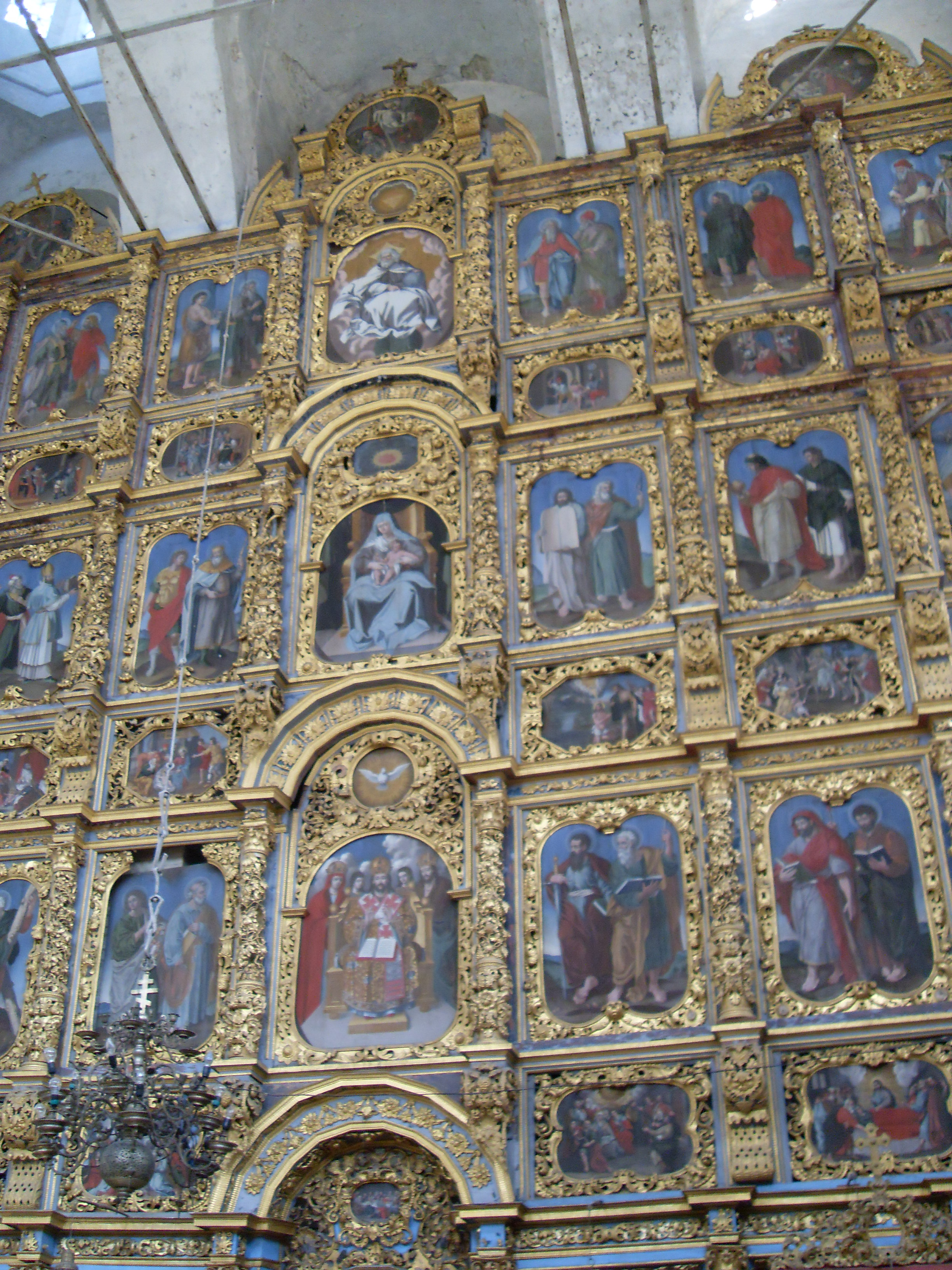
Fragment ikonostasu

Monaster został założony w 1565 z inicjatywy Siemiona, Jakowa i Grigorija Stroganowów. Do 1570 wznieśli oni dla wspólnoty pierwszą, drewnianą cerkiew pod wezwaniem Wprowadzenia Matki Bożej do Świątyni. W latach 1688–1693 na miejscu zniszczonej w pożarze cerkwi powstał kamienny sobór pod tym samym wezwaniem. Była to kolejna fundacja rodziny Stroganowów, która traktowała wzniesienie świątyni jako podkreślenie swojej potęgi i bogactwa (podobnie jak inna cerkiew Solwyczegodska, sobór Zwiastowania). W 1712 miało miejsce poświęcenie gotowego obiektu. Budynek był wzniesiony w stylu baroku moskiewskiego ze specyficznymi cechami wszystkich obiektów fundowanych przez Stroganowów (m.in. cerkiew Narodzenia Matki Bożej w Niżnym Nowogrodzie, sobór Trójcy Świętej w Wierchoturiu). Sobór zbudowano z cegły, z bogatą dekoracją rzeźbiarską z białego kamienia, i zwieńczono pięcioma kopułami, na których znajdowały się złocone krzyże. Część portali zdobiących drzwi cerkwi została pozłocona. W zdobieniach wykorzystano motyw winorośli, który następnie powtórzono w ikonostasie we wnętrzu obiektu. Inspiracją dla architektury cerkwi mogła być, obok baroku moskiewskiego, tradycja baroku holenderskiego (istnieje nawet teza o sprowadzeniu przez Stroganowa artystów holenderskich do pracy nad budowlą). Grigorij Stroganow, wznosząc sobór, pragnął przyczynić się do powstania budowli jeszcze wspanialszej niż sobór Zwiastowania w Solwyczegodsku, zbudowany na koszt jego przodków.
W 1693 w Moskwie zespół artystów kierowany przez Grigorija Iwanowa wykonał dla soboru siedmiorzędowy ikonostas. Ikony napisał Stiepan Narykow, który uczył się malarstwa w krajach Europy zachodniej, stąd wykonane przez niego wizerunki świętych nie przypominają tradycyjnych dla ikonografii wschodniosłowiańskiej przedstawień. W soborze Wprowadzenia Matki Bożej do Świątyni funkcjonowało pięć ołtarzy: Gruzińskiej Ikony Matki Bożej, Wszystkich Świętych, Objawienia Pańskiego, św. św. Antoniego i Teodozjusza Pieczerskich oraz św. Mitrofana z Woroneża. Pierwotnie obok soboru znajdowała się dzwonnica (niezachowana do naszych czasów), zaś w jej najbliższym sąsiedztwie chowano uważanych w okolicy za świętych jurodiwych. Cały kompleks monasterski otaczał mur.
Już po kilku latach po otwarciu soboru monaster Wprowadzenia Matki Bożej do Świątyni spłonął, został jednak natychmiast odbudowany.
Monaster w Solwyczegodsku został zlikwidowany po rewolucji październikowej, a jego ostatni przełożony, archimandryta Teodozjusz (Sobolew), rozstrzelany w Koriażemskim Monasterze św. Mikołaja. Do dziś z kompleksu budynków klasztornych przetrwał jedynie opuszczony po 1917 sobór.